# Сінтірка
Сінтірка (Сантарка) — річка в Україні, у Коростенському районі Житомирської області. Права притока Ужу (басейн Прип'яті).

## Опис
Довжина річки приблизно 7,2 км.

## Розташування
Бере початок на північному заході від Калинівки. Спочатку тече на північний схід через Сантарку, а потім на північний захід, і в Струмку впадає в річку Уж, праву притоку Прип'яті.